# Saint-Germain-de-la-Coudre
Pour les articles homonymes, voir Saint-Germain.
Saint-Germain-de-la-Coudre est une commune française, située dans le département de l'Orne en région Normandie, peuplée de 828 habitants.

## Géographie
| Igé                | La Chapelle-Souëf                             | Gémages                                    |
| Bellou-le-Trichard | Saint-Germain-de-la-Coudre                    | Le Theil                                   |
| Bellou-le-Trichard | La Chapelle-du-Bois (Sarthe), Préval (Sarthe) | Avezé (Sarthe), Souvigné-sur-Même (Sarthe) |

### Hydrographie
La commune est située dans le bassin Loire-Bretagne. Elle est drainée par la Même, un bras de la même, la Coudre, le Moire, le ruisseau de la Courtillonnière et le ruisseau le Jaunet,,.
La Même, d'une longueur de 42 km, prend sa source dans la commune de Belforêt-en-Perche et se jette  dans l'Huisne en limite de Cherré-Au et de La Ferté-Bernard, après avoir traversé huit communes. Les caractéristiques hydrologiques de la Même sont données par la station hydrologique située sur la commune de Sainte-Gauburge-Sainte-Colombe. Le débit moyen mensuel est de 1,24 m3/s. Le débit moyen journalier maximum est de 14,7 m3/s, atteint lors de la crue du 23 février 2024. Le débit instantané maximal est quant à lui de 19,8 m3/s, atteint le même jour.
La Coudre, d'une longueur de 12 km, prend sa source dans la commune d'Appenai-sous-Bellême et se jette  dans la Même sur la commune, après avoir traversé quatre communes. 

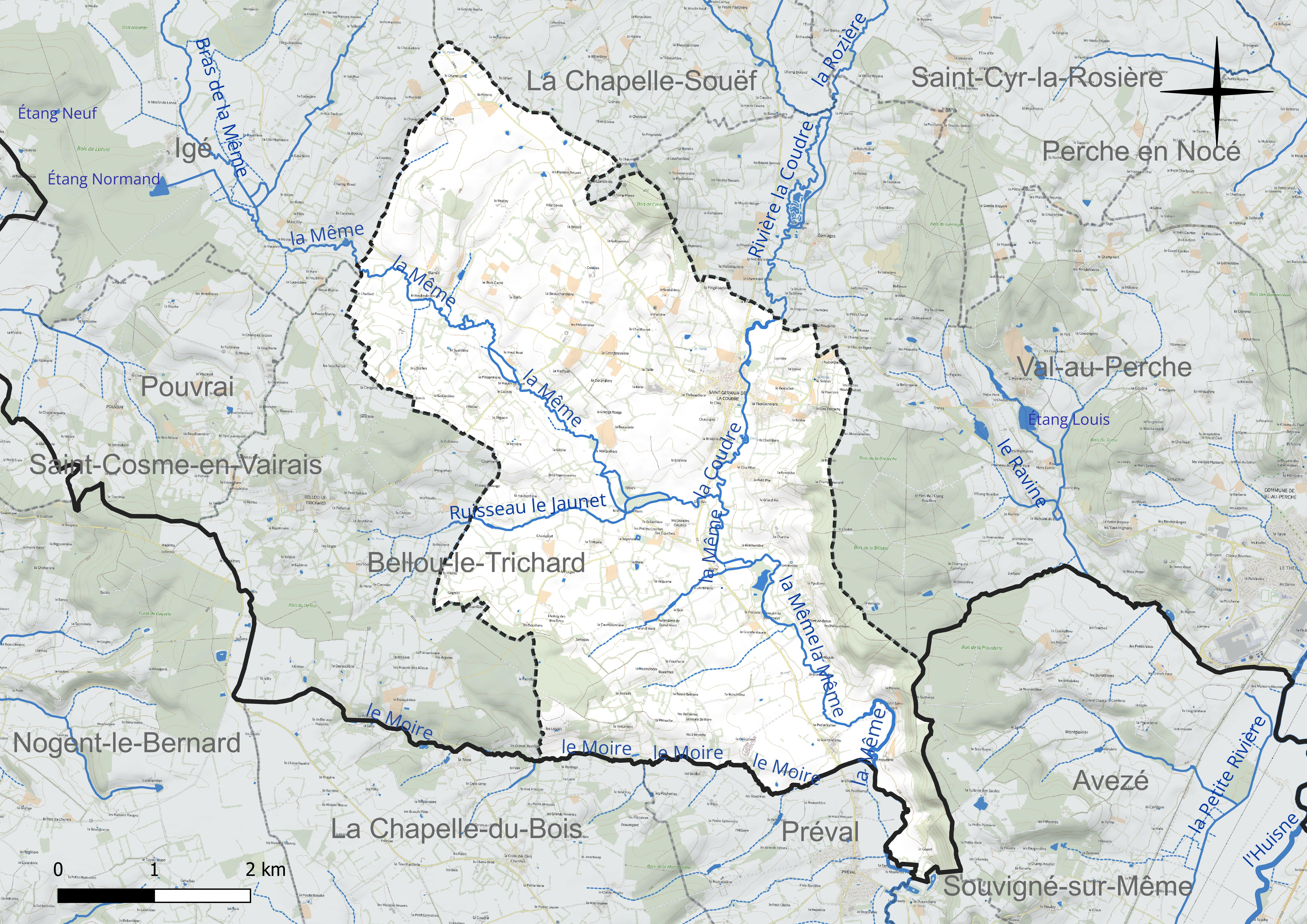
Réseau hydrographique de Saint-Germain-de-la-Coudre.

### Climat
Pour des articles plus généraux, voir Climat de la Normandie et Climat de l'Orne.
En 2010, le climat de la commune est de type climat océanique dégradé des plaines du Centre et du Nord, selon une étude du CNRS s'appuyant sur une série de données couvrant la période 1971-2000. En 2020, Météo-France publie une typologie des climats de la France métropolitaine dans laquelle la commune est exposée à un climat océanique altéré et est dans la région climatique Normandie (Cotentin, Orne), caractérisée par une pluviométrie relativement élevée (850 mm/a) et un été frais (15,5 °C) et venté. Parallèlement le GIEC normand, un groupe régional d’experts sur le climat, différencie quant à lui, dans une étude de 2020, trois grands types de climats pour la région Normandie, nuancés à une échelle plus fine par les facteurs géographiques locaux. La commune est, selon ce zonage, exposée à un « climat contrasté des collines », correspondant au Pays d'Ouche et au Perche et bénéficiant d’un caractère continental affirmé avec des précipitations atténuées et des amplitudes thermiques fortes.
Pour la période 1971-2000, la température annuelle moyenne est de 10,5 °C, avec une amplitude thermique annuelle de 14,2 °C. Le cumul annuel moyen de précipitations est de 744 mm, avec 11,8 jours de précipitations en janvier et 7,6 jours en juillet. Pour la période 1991-2020, la température moyenne annuelle observée sur la station météorologique la plus proche, située sur la commune de Perche en Nocé à 12 km à vol d'oiseau, est de 11,3 °C et le cumul annuel moyen de précipitations est de 747,8 mm,. Pour l'avenir, les paramètres climatiques de la commune estimés pour 2050 selon différents scénarios d’émission de gaz à effet de serre sont consultables sur un site dédié publié par Météo-France en novembre 2022.

## Urbanisme

### Typologie
Au 1er janvier 2024, Saint-Germain-de-la-Coudre est catégorisée commune rurale à habitat dispersé, selon la nouvelle grille communale de densité à sept niveaux définie par l'Insee en 2022.
Elle est située hors unité urbaine. Par ailleurs la commune fait partie de l'aire d'attraction de La Ferté-Bernard, dont elle est une commune de la couronne,. Cette aire, qui regroupe 37 communes, est catégorisée dans les aires de moins de 50 000 habitants,.

### Occupation des sols
L'occupation des sols de la commune, telle qu'elle ressort de la base de données européenne d’occupation biophysique des sols Corine Land Cover (CLC), est marquée par l'importance des territoires agricoles (90,7 % en 2018), une proportion identique à celle de 1990 (90,7 %). La répartition détaillée en 2018 est la suivante : 
terres arables (52,5 %), prairies (38,1 %), forêts (8 %), zones urbanisées (1,3 %), zones agricoles hétérogènes (0,1 %). L'évolution de l’occupation des sols de la commune et de ses infrastructures peut être observée sur les différentes représentations cartographiques du territoire : la carte de Cassini (XVIIIe siècle), la carte d'état-major (1820-1866) et les cartes ou photos aériennes de l'IGN pour la période actuelle (1950 à aujourd'hui).

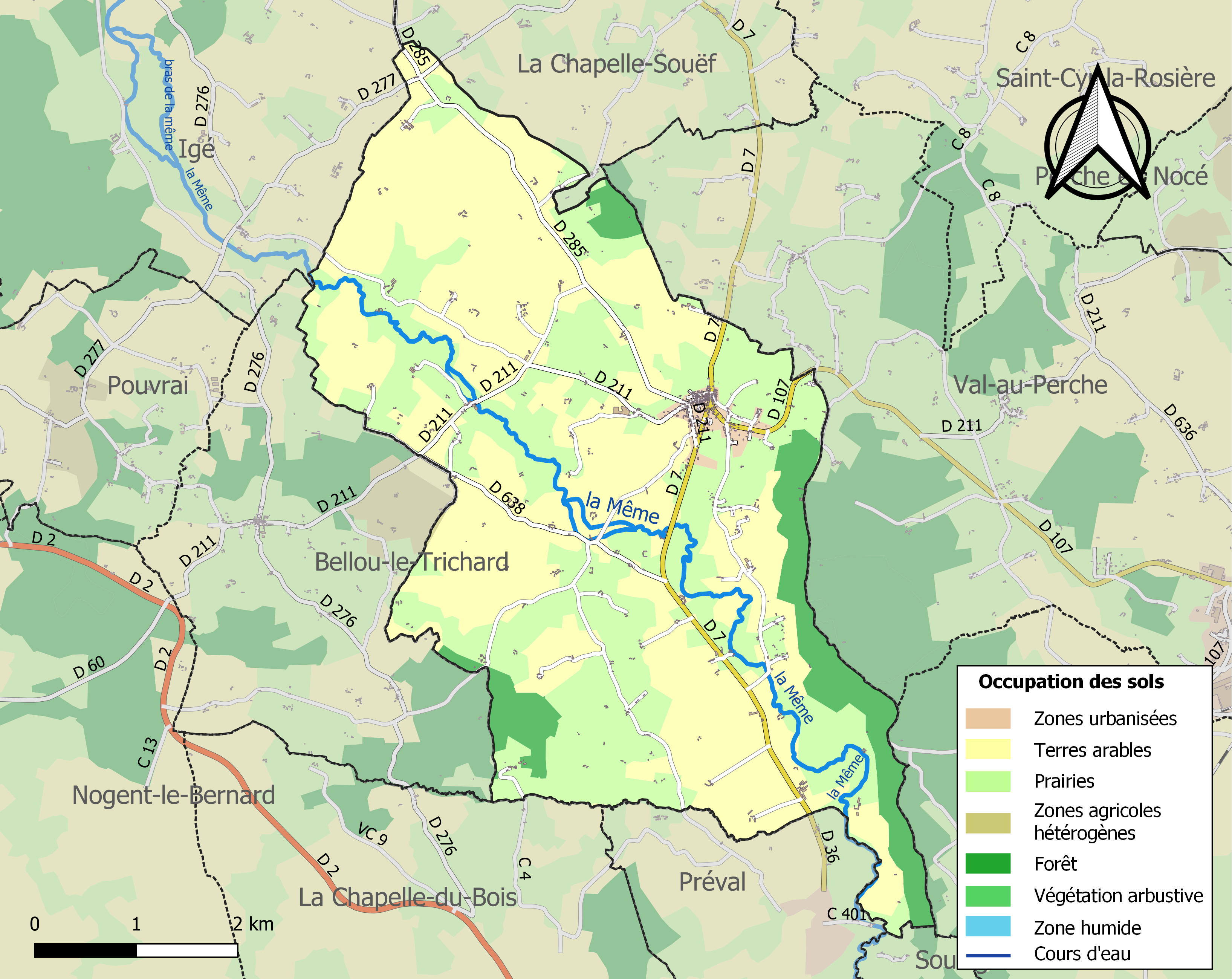
Carte des infrastructures et de l'occupation des sols de la commune en 2018 (CLC).

## Toponymie
Le nom de la localité est attesté sous la forme Sanctus Germanus de Corula en 1280.
La paroisse est dédiée à Germain d'Auxerre, évêque d'Auxerre au Ve siècle.
La Coudre est le cours d'eau traversant le territoire de la commune, affluent de la Même.
Le gentilé est Saint-Germinois.

## Histoire
À la création des cantons, Saint-Germain-de-la-Coudre est chef-lieu de canton. Ce canton est supprimé lors du redécoupage cantonal de l'an IX (1801).
En 2012, Raymond Bru (1919-2012), né dans le village, a légué ses biens à la commune, estimés à 2,6 millions d'euros, ce qui représente l'équivalent de trois années du budget communal.

## Héraldique
| Blason | Blasonnement : D'argent à la jumelle ondée en bande d'azur, accompagnée, en chef, d'une mitre de gueules chargée d'une croisette d'argent et, en pointe, de trois coquerelles versées au naturel ordonnées en orle ; sur le tout, d'or au portail du château du lieu de sable, ouvert du champ et mouvant de la pointe. Commentaires : Adopté par le conseil municipal le 11 octobre 2011. |

## Politique et administration
| Période                                  | Période   | Identité      | Étiquette | Qualité                               |
| ---------------------------------------- | --------- | ------------- | --------- | ------------------------------------- |
| ?                                        | mars 2001 | Paul Duval    | SE        | Exploitant agricole                   |
| mars 2001                                | mars 2008 | Anick Bruneau | SE        | Fonctionnaire territorial             |
| mars 2008                                | En cours  | Danièle Mary  | SE        | Fonctionnaire territorial (retraitée) |
| Les données manquantes sont à compléter. |           |               |           |                                       |

Le conseil municipal est composé de quinze membres dont le maire et trois adjoints.

## Démographie
L'évolution du nombre d'habitants est connue à travers les recensements de la population effectués dans la commune depuis 1793. Pour les communes de moins de 10 000 habitants, une enquête de recensement portant sur toute la population est réalisée tous les cinq ans, les populations de référence des années intermédiaires étant quant à elles estimées par interpolation ou extrapolation. Pour la commune, le premier recensement exhaustif entrant dans le cadre du nouveau dispositif a été réalisé en 2005.
En 2022, la commune comptait 828 habitants, en évolution de +8,66 % par rapport à 2016 (Orne : −3,21 %, France hors Mayotte : +2,11 %).
Saint-Germain-de-la-Coudre a compté jusqu'à 2 220 habitants en 1841.
| 1793  | 1800  | 1806  | 1821  | 1836  | 1841  | 1846  | 1851  | 1856  |
| ----- | ----- | ----- | ----- | ----- | ----- | ----- | ----- | ----- |
| 1 653 | 1 763 | 1 987 | 2 056 | 2 175 | 2 220 | 2 124 | 2 034 | 1 888 |

| 1861  | 1866  | 1872  | 1876  | 1881  | 1886  | 1891  | 1896  | 1901  |
| ----- | ----- | ----- | ----- | ----- | ----- | ----- | ----- | ----- |
| 1 825 | 1 808 | 1 783 | 1 721 | 1 600 | 1 562 | 1 550 | 1 489 | 1 467 |

| 1906  | 1911  | 1921  | 1926  | 1931  | 1936  | 1946  | 1954 | 1962 |
| ----- | ----- | ----- | ----- | ----- | ----- | ----- | ---- | ---- |
| 1 417 | 1 294 | 1 183 | 1 198 | 1 096 | 1 064 | 1 066 | 963  | 836  |

| 1968 | 1975 | 1982 | 1990 | 1999 | 2005 | 2006 | 2010 | 2015 |
| ---- | ---- | ---- | ---- | ---- | ---- | ---- | ---- | ---- |
| 809  | 717  | 714  | 752  | 783  | 846  | 855  | 839  | 772  |

| 2020 | 2022 | - | - | - | - | - | - | - |
| ---- | ---- | - | - | - | - | - | - | - |
| 816  | 828  | - | - | - | - | - | - | - |

## Économie
Un atelier et magasin de télescopes est présent sur la commune.

## Lieux et monuments
- Église Saint-Germain, du XIIIe siècle, et crypte Saint-Blaise du XIIe siècle, inscrites au titre des monuments historiques[33]. Un tableau du XVIe intitulé Le Christ parmi les Élus et deux statues de saint Roch du XVIIe, et de saint Jean, du XVIe, sont classés au titre objet[34].
- Presbytère (ancien hôtel particulier), du XVIe siècle. Depuis 1995, le presbytère est devenu la mairie de la commune[35].
- Manoir de la Fresnaye, du XIVe siècle, classé au titre des monuments historique[36]. Il a connu plusieurs étapes de construction et de transformations, entre le XIVe siècle et le XIXe siècle[37].
- Manoir de Beauchêne à 3,5 km au sud-est, sur le rebord du plateau dominant la rive est du ruisseau du Même et les fermes de Courtoulin et des Marquetières. La motte circulaire dite « camp de César »[38] qui mesure environ 100 m de diamètre, haute de 10 à 15 m de haut, dont la plate-forme est entourée d'une enceinte de terre haute de 4 à 6 m[39].
- Vestiges de l'ancien château féodal. Il n'en subsiste qu'une porte surmontée d'une bretèche au chevet de l'église romane[38].
- Manoir de Villiers de la fin du XVe siècle ? Il se présente sous la forme d'un logis rectangulaire flanqué d'une tourelle polygonale  à usage d'escalier sur l'un des grands côtés[40].
- Manoir de Blandé.

## Activité et manifestations

### Sports
Le Football Club de Saint-Germain-de-la-Coudre fait évoluer deux équipes de football en divisions de district.